# Taufbecken (Triel-sur-Seine)

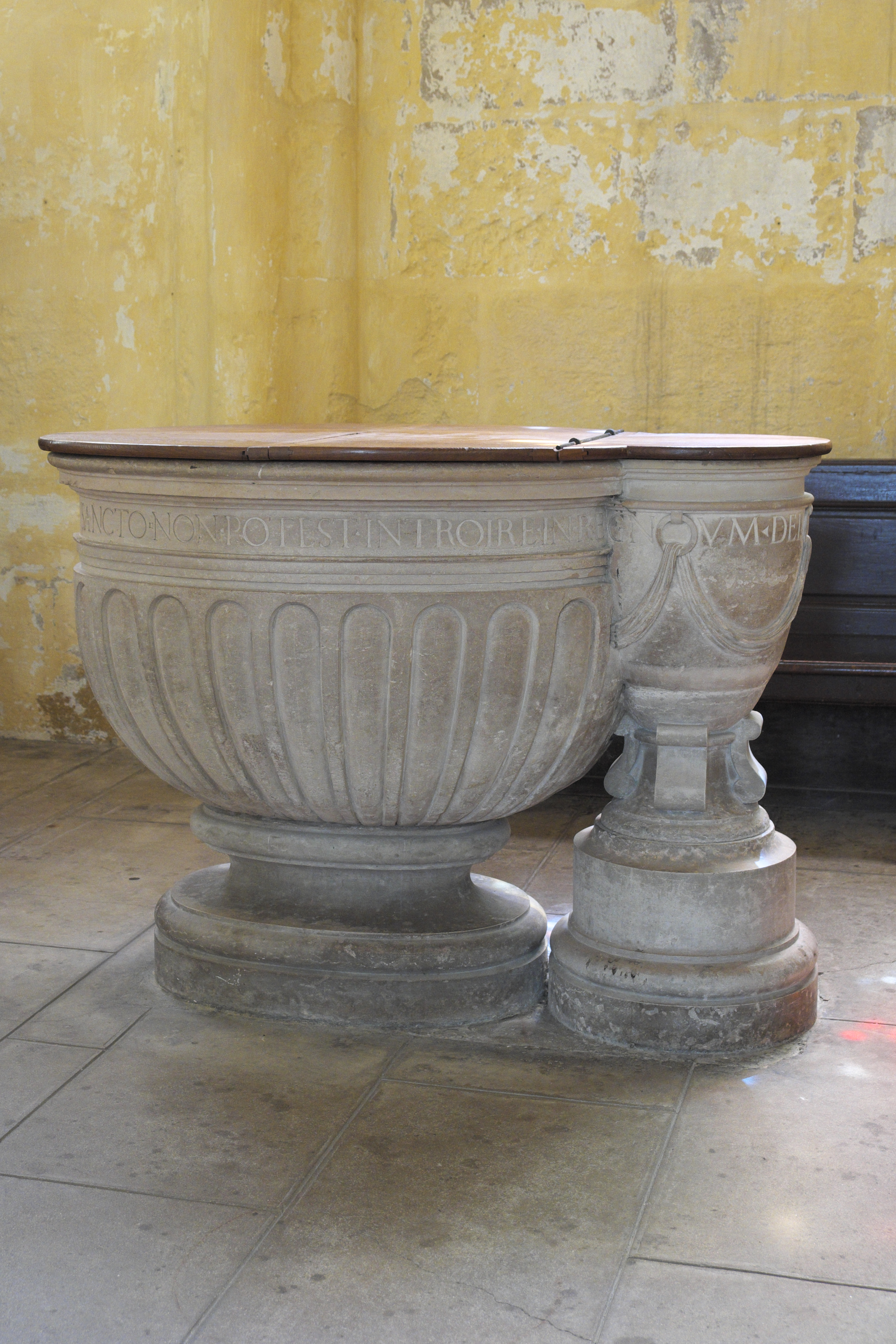
Taufbecken in Triel-sur-Seine

Das Taufbecken in der katholischen Pfarrkirche St-Martin in Triel-sur-Seine, einer französischen Gemeinde im Département Yvelines in der Region Île-de-France, wurde im 18. Jahrhundert geschaffen. Im Jahr 1982 wurde das barocke Taufbecken als Monument historique in die Liste der geschützten Objekte (Base Palissy) in Frankreich aufgenommen.
Das Taufbecken aus Stein besitzt zwei Becken und einen Holzdeckel aus neuerer Zeit. Das größere Becken wurde für die Taufe genutzt, das kleinere diente zur Aufbewahrung des geweihten Wassers. Am großen Becken mit Godronierung ist folgende Inschrift am oberen Rand angebracht: „NISI QUIS RENATUS FUERIT EX AQUA ET SPIRITU SANCTO NON POTEST INTROIRE IN REGNUM DEI“ (Wer nicht aus dem Wasser und dem Heiligen Geist wiedergeboren wird, kann nicht in das Reich Gottes eingehen).